# Miconia cubatanensis
Miconia cubatanensis là một loài thực vật có hoa trong họ Mua. Loài này được Hoehne mô tả khoa học đầu tiên năm 1922.

## Hình ảnh

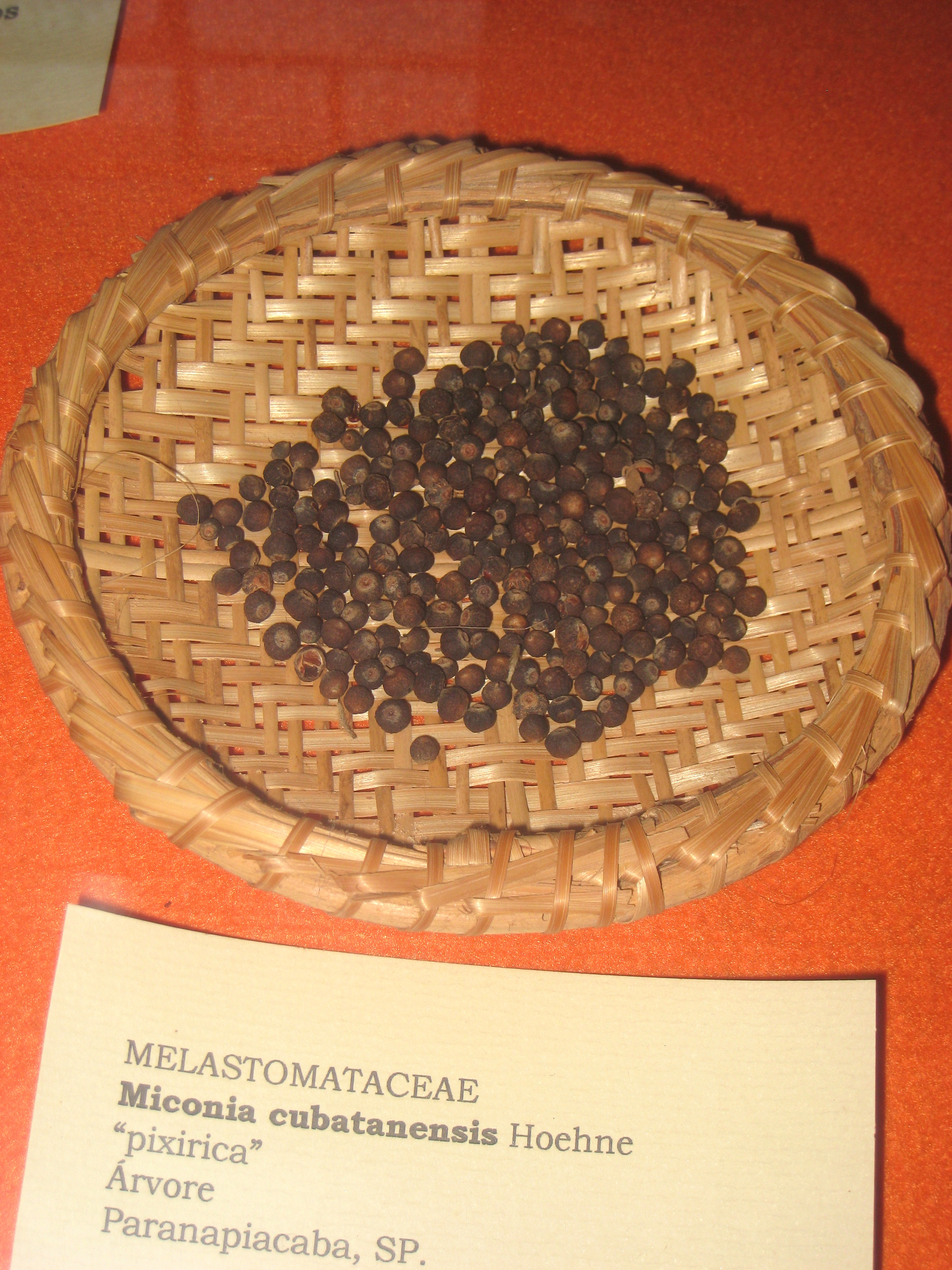